# وودلند (یوتا)
وودلند (به انگلیسی: Woodland) یک منطقهٔ مسکونی در ایالات متحده آمریکا است که در شهرستان سامیت، یوتا واقع شده‌است. وودلند ۶٫۰ کیلومتر مربع مساحت و ۳۳۵ نفر جمعیت دارد و ۲٬۰۴۹ متر بالاتر از سطح دریا واقع شده‌است.